# Лаубманніт
Лаубманніт (рос. лаубманнит; англ. laubmannite; нім. Laubmannit m) — мінерал, основний фосфат заліза і марганцю. У 1990 дискредитований, оскільки було встановлено, що він є сумішшю мінералів дюфреніту, кідвелліту і берауніту.

## Загальний опис
Хімічна формула:
1. За Є. Лазаренком: (Fe2+, Mn2+)3(Fe3+)6[(OH)3|PO4]4.
2. За К.Фреєм: (Fe2+)3(Fe3+)6(OH)12(PO4)4.
Склад у % (з родовища Шеді, США): FeO — 2,07; MnO — 2,40; Fe2O3 — 57,88; P2O5 — 25,95; H2O — 10,50.
Домішки: CaO (1,14); Al2O3 (0,05).
Сингонія моноклінна (за К.Фреєм ромбічна).
Вид призматичний. Форми виділення: кірочки з радіальноволокнистою текстурою.
Густина 3,33.
Твердість 3,5 — 4.
Колір коричневий.
Знайдений на лімоніті в родовищі Шеді (штат Арканзас, США).
За прізвищем німецького мінералога Г.Лаубманна (H.Laubmann), C.Frondel, 1949.